# 3851 Alhambra
A 3851 Alhambra (ideiglenes jelöléssel 1986 UZ) a Naprendszer kisbolygóövében található aszteroida. Tsutomu Seki fedezte fel 1986. október 30-án.